# Iñigo Martínez
Iñigo Martínez Berridi (Ondárroa, Vizcaya, 17 de mayo de 1991) es un futbolista español que juega de defensa central en el Al-Nassr F. C. de la Liga Profesional Saudí.

## Trayectoria

### Inicios
Natural de la localidad vizcaína de Ondárroa. Comenzó jugando en el equipo de su localidad, el C. D. Aurrera de Ondarroa. En 2006 fichó por la Real Sociedad, con 15 años, en categoría cadete. En su etapa como juvenil jugaba tanto de centrocampista zurdo como de defensa central. En 2009 fue ascendido al equipo filial, la Real Sociedad B, con el que jugó en Tercera División. En su primera campaña logró el ascenso de categoría actuando de central. En la temporada 2010-11 debutó en Segunda División B,siendo uno de los jugadores más destacados del filial y una de las más firmes promesas del club donostiarra. Además, sus buenas actuaciones le llevaron a debutar con la selección española sub-20.

### Real Sociedad
En junio de 2011 la Real Sociedad renovó al jugador hasta el 30 de junio de 2015. Aunque se barajó su participación en la Copa Mundial sub-20 de 2011, durante los meses de julio y agosto de 2011, finalmente no fue convocado por el seleccionador español Julen Lopetegui. Gracias a ello pudo realizar la pretemporada de 2011 con la Real Sociedad, donde se convirtió en el jugador revelación. El entrenador realista Philippe Montanier decidió incorporarlo al primer equipo donostiarra.
El 27 de agosto de 2011 debutó con victoria ante el Sporting de Gijón, en Primera División, en El Molinón (1-2). Marcó su primer gol en Liga, el 2 de octubre de 2011 en Anoeta, en el derbi vasco contra el Athletic Club con un golpeo de zurda desde su propio campo. El 27 de noviembre metió un nuevo gol desde medio campo al Real Betis para dar la victoria (2-3) en el minuto 89. A mitad de temporada, dejó el dorsal 26 que se correspondía a su condición de jugador del filial y pasó a jugar con el dorsal 6, que la temporada anterior había llevado Mikel Labaka. Tras haberse asentado como titular junto a Mikel González, el 1 de abril de 2012, sufrió un esguince de rodilla y la rotura del menisco en un choque con Diego Costa, jugador del Rayo Vallecano, que le hizo acabar prematuramente la campaña. Su temporada de debut se vio reconocida con su inclusión en el once de oro del Fútbol Draft 2012, que entregaba la Real Federación Española de Fútbol.
Al principio de la temporada 2012-13, debido a unos problemas de espalda, no pudo debutar hasta la cuarta jornada ante el Real Zaragoza (2-0), donde anotó un gol de cabeza. El 3 de marzo marcó su segundo gol de la temporada ante el Real Betis (3-3). El 6 de abril de 2013 anotó el cuarto gol en el triunfo ante el Málaga C. F. (4-2). En la jornada 33 marcó un decisivo gol ante el Valencia C. F. que acercaba a la Real Sociedad a la siguiente edición de la Liga de Campeones. El 8 de febrero de 2013 firmó su renovación hasta el 30 de junio de 2017. En fechas previas se había especulado con el interés del Bayern de Múnich por ficharle. El 1 de junio de 2013, con la victoria (0-1) en Riazor, logró el cuarto puesto en Liga que daba acceso a la Liga de Campeones.
En la campaña 2013-14, con Jagoba Arrasate como nuevo entrenador, Íñigo se estableció como el líder de la defensa realista, mientras que Ansotegi y Mikel González pugnaron por el otro puesto de central. Debutó oficialmente en Liga de Campeones, el 20 de agosto de 2013, en el encuentro de la fase previa ante el Olympique de Lyon en el estadio de Gerland con victoria 0-2 para los realistas. Una semana después, la Real volvió a vencer 2-0 en Anoeta y se clasificó para disputar la fase de grupos. En el tercer partido de la fase de grupos, disputado ante el Manchester United en Old Trafford, anotó un gol en propia puerta a los 68 segundos de partido. Íñigo fue titular en todos los compromisos europeos, salvo en el último ante el Bayer Leverkusen. Los txuri-urdin perdieron cinco partidos y empataron uno, quedando así eliminados. El 2 de noviembre, anotó su primer gol de la temporada, tras un cabezazo, en la goleada 5-0 ante el C. A. Osasuna. El 5 de febrero de 2014 fue expulsado en las semifinales de Copa ante el F. C. Barcelona por insultar al árbitro. El 10 de marzo anotó a los 90 segundos, contra el Rayo Vallecano, su gol más rápido como futbolista profesional al rematar una falta de Rubén Pardo. El club acabó en séptimo lugar tras la derrota (1-2) ante el Villarreal, clasificándose para la Liga Europa de la UEFA.

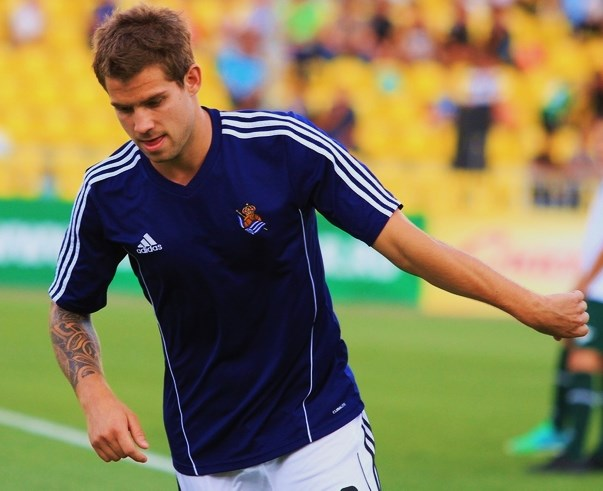
Martínez en agosto de 2014 en el entrenamiento previo del partido ante el F. C. Krasnodar correspondiente a la UEFA Europa League.

El club comenzó la temporada 2014-15 cayendo eliminado ante el Krasnodar en Liga Europa. El 31 de agosto consiguió una victoria (4-2) ante el Real Madrid. Íñigo firmó el primer gol de la remontada al rematar un córner con el pie izquierdo. El 25 de octubre marcó su segundo gol de la temporada, ante el Córdoba C. F. (1-1), al rematar una falta botada por Sergio Canales. El 9 de noviembre de 2014 se confirmó la llegada del escocés David Moyes al banquillo de la Real Sociedad. Tras la llegada del británico, el central sufrió una leve contusión en la rodilla, que le impidió jugar durante dos semanas. Tras su recuperación, continuó siendo titular en la zaga. El 16 de marzo fue clave en la primera victoria a domicilio de la temporada, ante el Getafe, rematando de cabeza un lanzamiento de falta que rebotó en el guardameta Vicente Guaita y acabó en gol.
Al principio de la temporada 2015-16, Íñigo volvió a tener la confianza del técnico escocés, siendo el jefe de la defensa, esta vez junto al mexicano Diego Reyes. En octubre fue convocado por el seleccionador nacional Vicente del Bosque pero no pudo acudir a la convocatoria de la selección por una lesión muscular. En noviembre, con la llegada de Eusebio Sacristán, su estatus en el equipo no cambió. El 30 de enero de 2016 marcó, de cabeza, su único gol de la temporada en la victoria ante el Real Betis (2-1). El 26 de abril, tras meses de duras negociaciones, firmó su renovación con la Real Sociedad hasta 2021. Pocos días después, en un entrenamiento, sufrió un esguince grado 2 en la rodilla izquierda que le impidió disputar los tres últimos partidos de la temporada.
Tuvo un buen inicio de temporada 2016-17 llegando incluso a ser convocado, tres años después, por la selección española dirigida por Julen Lopetegui. El 16 de octubre, en el derbi vasco frente al Athletic Club (3-2), anotó su primer gol de la temporada tras un potente remate de cabeza, que no impidió la derrota del cuadro donostiarra. El 20 de noviembre, anotó un gol de falta, en la victoria por 1 a 3 ante el Sporting de Gijón. El 1 de diciembre marcó su primer gol en Copa del Rey, en la ida de dieciseisavos, ante el Real Valladolid (1-3). El 16 de enero volvió a marcar de falta, tras un desvío en la barrera, en la victoria por 0 a 2 ante el Málaga C. F. El 29 de enero sufrió su tercera expulsión en Primera División, en el Santiago Bernabéu, más de cinco años después de las dos anteriores. Su buena campaña, en esta ocasión junto a Raúl Navas como compañero habitual, permitió al equipo lograr el acceso a la Liga Europa de la UEFA al acabar en sexta posición. La temporada fue positiva en lo que a lesiones se refiere, ya que solo tuvo dos lesiones leves.
Durante todo el verano de 2017, se especuló intensamente sobre su marcha al F. C. Barcelona de Ernesto Valverde y, en menor medida, al Inter de Milán. En agosto sufrió una lesión muscular en su glúteo izquierdo. El 10 de septiembre jugó su primer partido de la temporada, cayendo lesionado en la rodilla izquierda. El 23 de octubre regresó a los terrenos de juego tras mes y medio de baja. El 20 de diciembre de 2017 marcó su decimoséptimo gol en liga, lo que le convirtió en el defensa más goleador del club en Primera División por delante de Kortabarria. En enero sufrió una lesión muscular en el sóleo de su pierna izquierda que le tuvo de baja dos jornadas. El 27 de enero de 2018 jugó su último partido en el club donostiarra. Finalizó su etapa en el club donostiarra tras 238 partidos, todos ellos como titular, 18 goles y 4 expulsiones.

### Athletic Club
El 30 de enero de 2018 el Athletic Club abonó la cláusula de rescisión de 32 millones de euros para su traspaso, tras la marcha de Aymeric Laporte un día antes. Iñigo se convirtió en el fichaje más caro de la historia del club, con el que firmó un contrato hasta 2023 y una cláusula de rescisión de 80 millones de euros. El 4 de febrero debutó con el equipo rojiblanco, junto a Yeray Álvarez y Unai Núñez, en una línea defensiva con tres centrales. El Athletic cayó 2-0 ante el Girona, aunque Íñigo llegó a estrellar un balón en el larguero tras un remate de chilena. El 28 de abril regresó a Anoeta, esta vez como visitante, en un encuentro en el que fue abucheado por gran parte de la afición local. En su primera temporada en el club bilbaíno disputó dieciséis jornadas de Liga consecutivas, perdiéndose únicamente la última jornada por sanción.
En el inicio de la pretemporada de 2018 sufrió una lesión muscular en su pierna izquierda que le tuvo casi dos meses de baja. El 15 de septiembre jugó su primer partido de la temporada en un empate ante el Real Madrid (1-1). Con la llegada del nuevo técnico Gaizka Garitano, se convirtió en uno de los baluartes defensivos que ayudaron a convertir al equipo en uno de los menos goleados del campeonato, formando con Yeray una de las parejas de centrales más destacadas del campeonato. Sin embargo, la suerte le fue esquiva en el último minuto de la última jornada de Liga 2018-19, frente al Sevilla en el Sánchez-Pizjuán, ya que estrelló un balón en el larguero que hubiera dado el pase a la fase previa de la Liga Europa de la UEFA.
En su tercera temporada en el club, Íñigo continuó siendo titular indiscutible para Garitano. En dicha campaña, el club rojiblanco logró clasificarse para la final de la Copa del Rey frente a la Real Sociedad. Dicha final fue aplazada al año siguiente por la pandemia de coronavirus. Tras la vuelta a los terrenos de juego, el 20 de junio de 2020, logró su primer tanto como rojiblanco en un triunfo ante el Real Betis (1-0) en San Mamés con un remate de tacón.
El 17 de enero de 2021 ganó su primer título como profesional al derrotar al F. C. Barcelona en la final de la Supercopa de España. El 11 de febrero marcó el gol del empate en la ida de semifinales de Copa del Rey frente al Levante U. D. (1-1). En abril no pudo conquistar ninguna de las dos finales de Copa del Rey, cayendo en apenas dos semanas frente a la Real Sociedad y el FC Barcelona. El 25 de abril, en el primer encuentro tras haber perdido la segunda final, marcó el gol del triunfo frente al Atlético de Madrid (2-1). A finales de mayo tomó la decisión de no acudir a la disputa de la Eurocopa.
El 21 de agosto de 2021 marcó el primer gol de la temporada para el club rojiblanco frente al F. C. Barcelona (1-1). Un mes después consiguió su segundo de la temporada en un empate a domicilio ante el Valencia C. F. (1-1). El 20 de enero de 2022 anotó nuevamente, en un agónico triunfo, ante el FC Barcelona (3-2) en los cuartos de final de la Copa del Rey. El 7 de febrero consiguió el gol de la victoria frente al RCD Espanyol (2-1).
El 17 de marzo de 2023 marcó de falta directa, en el Estadio José Zorrilla, frente al Real Valladolid (1-3). El 6 de junio el club rojiblanco comunicó que no había llegado a un acuerdo para renovar el contrato del central vizcaíno, que no había jugado en más de la mitad de la campaña alegando diversas molestias musculares. Este anuncio fue polémico debido a que el jugador negó que recibiera oferta alguna.

### F. C. Barcelona
El 5 de julio de 2023 se hizo oficial su fichaje por el F. C. Barcelona con un contrato de dos temporadas tras llegar libre del Athletic Club y no renovar su contrato.
El 13 de marzo de 2025, renovó su contrato hasta 2026 gracias a una cláusula de su contrato anterior que le permitía la ampliación en caso de jugar más del 60% del total de los partidos del club, objetivo que logró de manera holgada.
A pesar de una primera temporada mermada por las lesiones, gracias a la confianza de Hansi Flick en su llegada a la ciudad condal en 2024, Iñigo se convirtió en una pieza clave en el eje de la defensa culé junto al canterano e internacional Pau Cubarsí.

### Al-Nassr F. C.
En agosto de 2025, se hizo oficial su fichaje por el Al-Nassr de la Liga Profesional Saudí.

## Selección nacional

### Categorías inferiores
El 20 de abril de 2011 jugó su único partido como internacional sub-20 en la victoria (0-1) ante la selección italiana. Con la selección sub-21 disputó 15 partidos entre 2011 y 2013. Disputó cinco partidos como titular en la Eurocopa sub-21 de 2013, donde se proclamó campeón (4-2) al derrotar a la selección italiana.

#### Juegos Olímpicos de Londres (2012)
Tras recuperarse a tiempo de su lesión de menisco, pudo entrar a formar parte de la Selección Olímpica Española de Fútbol, que acudió a disputar los Juegos Olímpicos de Londres 2012, a finales de julio de 2012. Jugó dos partidos, siendo expulsado en el primero de ellos ante la selección japonesa.

### Absoluta
En agosto de 2013 fue convocado por Vicente Del Bosque para la selección absoluta española, debutando el 14 de agosto en un amistoso frente a Ecuador. En septiembre quedó fuera de la lista por lesión. En octubre fue convocado para los partidos ante Bielorrusia y Georgia debido a la lesión de Raúl Albiol. De nuevo, fue convocado para los partidos amistosos de noviembre ante Guinea y Sudáfrica. En el partido ante Guinea, Íñigo jugó su segundo partido y debutó como titular, aunque el partido, posteriormente, fue anulado por la FIFA. Debido a su gran comienzo de temporada, en 2015, fue llamado de nuevo por Vicente del Bosque para los encuentros clasificatorios para la Eurocopa de 2016 ante Luxemburgo y Ucrania, aunque debido a una lesión muscular, no pudo acudir. En octubre de 2016, una vez que Julen Lopetegui se había hecho cargo de la selección, fue convocado para los partidos clasificatorios para el mundial de Rusia 2018 contra Italia y Albania, jugando el segundo de ellos. El 15 de noviembre de 2016 fue titular en el amistoso ante Inglaterra (2-2), disputado en Wembley.
El 31 de agosto de 2018 fue convocado por Luis Enrique para los partidos ante Inglaterra y Croacia, correspondientes a las dos primeras jornadas de la Liga de las Naciones de la UEFA. El 8 de septiembre participó en los minutos finales ante Inglaterra (1-2), en Wembley, luciendo el dorsal 6 que anteriormente había llevado Andrés Iniesta. El 5 de junio de 2022 marcó su primer gol con la selección de España al rematar de cabeza un centro de Marco Asensio, que golpeó en el larguero y rebotó dentro de la portería, logrando así el empate frente a la República Checa en un partido correspondiente a la Liga de Naciones de la UEFA 2022-23.

#### Goles internacionales
| N.º | Fecha              | Estadio                                | Rival           | Gol | Resultado | Competición                         |
| --- | ------------------ | -------------------------------------- | --------------- | --- | --------- | ----------------------------------- |
| 1   | 5 de junio de 2022 | Sinobo Stadium, Praga, República Checa | República Checa | 2-2 | 2-2       | Liga de Naciones de la UEFA 2022-23 |

### Selección de fútbol de Euskadi
Ha sido internacional en ocho ocasiones con la selección del País Vasco, todos encuentros de carácter amistoso, debutando en diciembre de 2011 ante Túnez. En octubre de 2018 se vio inmerso en una polémica al jugar un amistoso ante Venezuela, con la selección tricolor, después de haber sido descartado por problemas físicos para la concentración de la selección española.

## Estadísticas

### Clubes
Actualizado al último partido disputado el 27 de abril de 2025.
| Club                       | Div.          | Temporada     | Liga  | Liga  | Copas nacionales | Copas nacionales | Copas internacionales | Copas internacionales | Total | Total |
| Club                       | Div.          | Temporada     | Part. | Goles | Part.            | Goles            | Part.                 | Goles                 | Part. | Goles |
| -------------------------- | ------------- | ------------- | ----- | ----- | ---------------- | ---------------- | --------------------- | --------------------- | ----- | ----- |
| Real Sociedad "B" · España | 2.ª B         | 2010-11       | 31    | 1     | ―                | ―                | ―                     | ―                     | 31    | 1     |
| Real Sociedad "B" · España | Total club    | Total club    | 31    | 1     | 0                | 0                | 0                     | 0                     | 31    | 1     |
| Real Sociedad · España     | 1.ª           | 2011-12       | 26    | 3     | 2                | 0                | ―                     | ―                     | 28    | 3     |
| Real Sociedad · España     | 1.ª           | 2012-13       | 34    | 4     | 1                | 0                | ―                     | ―                     | 35    | 4     |
| Real Sociedad · España     | 1.ª           | 2013-14       | 35    | 2     | 6                | 0                | 7                     | 0                     | 48    | 2     |
| Real Sociedad · España     | 1.ª           | 2014-15       | 34    | 3     | 3                | 0                | 4                     | 0                     | 41    | 3     |
| Real Sociedad · España     | 1.ª           | 2015-16       | 30    | 1     | 1                | 0                | ―                     | ―                     | 31    | 1     |
| Real Sociedad · España     | 1.ª           | 2016-17       | 34    | 3     | 6                | 1                | ―                     | ―                     | 40    | 4     |
| Real Sociedad · España     | 1.ª           | 2017-18       | 12    | 1     | 1                | 0                | 3                     | 0                     | 16    | 1     |
| Real Sociedad · España     | Total club    | Total club    | 205   | 17    | 20               | 1                | 14                    | 0                     | 239   | 18    |
| Athletic Club · España     | 1.ª           | 2017-18       | 16    | 0     | 0                | 0                | 0                     | 0                     | 16    | 0     |
| Athletic Club · España     | 1.ª           | 2018-19       | 33    | 0     | 2                | 0                | ―                     | ―                     | 35    | 0     |
| Athletic Club · España     | 1.ª           | 2019-20       | 33    | 1     | 8                | 0                | ―                     | ―                     | 41    | 1     |
| Athletic Club · España     | 1.ª           | 2020-21       | 28    | 1     | 5                | 1                | ―                     | ―                     | 33    | 2     |
| Athletic Club · España     | 1.ª           | 2021-22       | 27    | 3     | 7                | 1                | ―                     | ―                     | 34    | 4     |
| Athletic Club · España     | 1.ª           | 2022-23       | 15    | 1     | 3                | 0                | ―                     | ―                     | 18    | 1     |
| Athletic Club · España     | Total club    | Total club    | 152   | 6     | 25               | 2                | 0                     | 0                     | 177   | 8     |
| F. C. Barcelona · España   | 1.ª           | 2023-24       | 20    | 0     | 1                | 0                | 4                     | 0                     | 25    | 0     |
| F. C. Barcelona · España   | 1.ª           | 2024-25       | 28    | 0     | 7                | 1                | 11                    | 2                     | 46    | 3     |
| F. C. Barcelona · España   | Total club    | Total club    | 48    | 0     | 8                | 1                | 15                    | 2                     | 71    | 3     |
| Total carrera              | Total carrera | Total carrera | 473   | 24    | 53               | 4                | 29                    | 2                     | 516   | 30    |

## Palmarés

### Títulos nacionales
| Título                     | Club            | País   | Año     |
| -------------------------- | --------------- | ------ | ------- |
| Supercopa de España        | Athletic Club   | España | 2021    |
| Supercopa de España        | F. C. Barcelona | España | 2025    |
| Copa del Rey               | F. C. Barcelona | España | 2024-25 |
| Primera División de España | F. C. Barcelona | España | 2024-25 |

### Trofeos regionales
| Título                 | Equipo        | Comunidad Autónoma | Año  |
| ---------------------- | ------------- | ------------------ | ---- |
| Euskal Herriko Txapela | Athletic Club | País Vasco         | 2018 |
| Euskal Herriko Txapela | Athletic Club | País Vasco         | 2022 |

### Títulos internacionales
| Título          | Selección       | Sede   | Año  |
| --------------- | --------------- | ------ | ---- |
| Eurocopa Sub-21 | España (sub-21) | Israel | 2013 |

## Reconocimientos
| Distinción                                       | Año  |
| ------------------------------------------------ | ---- |
| Seleccionado en el Once de Oro del Fútbol Draft. | 2012 |